# Flumazenil
Il flumazenil (in fase di sperimentazione anche noto con la sigla  Ro 15-1788) è un antagonista competitivo delle molecole che si legano al sito delle benzodiazepine sul recettore GABA  di tipo A. Non è dotato di attività intrinseca sul recettore ma ha solo la capacità di competere con le altre molecole per il legame al sito nell'interfaccia tra le subunità α e γ. In caso di dipendenza da benzodiazepine la sua somministrazione può essere causa dell'insorgenza di crisi d'astinenza. In Italia il farmaco è venduto dalla società farmaceutica Roche con il nome commerciale di Anexate nella forma farmaceutica di fiale, da 0,5 mg ed 1 mg, contenenti una soluzione iniettabile per uso endovenoso. Da tempo è inoltre disponibile come medicinale equivalente.

## Farmacodinamica
Flumazenil è un'imidazobenzodiazepina, che blocca per inibizione competitiva l'effetto sedativo centrale delle sostanze che agiscono attraverso il recettore delle benzodiazepine. Studi clinici effettuati su volontari sani hanno dimostrato che il farmaco somministrato per via endovenosa antagonizza i diversi effetti prodotti dagli agonisti benzodiazepinici ed in particolare la sedazione, l'amnesia, le alterazioni psicomotorie e la depressione respiratoria.

A seguito di somministrazione endovenosa del farmaco l'effetto ipnotico e sedativo delle benzodiazepine regredisce con grande rapidità nel giro di 1-2 minuti. Talvolta l'effetto sedativo può riapparire nelle ore successive, in particolare se il farmaco agonista era dotato di una lunga durata d'azione.

## Farmacocinetica
A seguito di somministrazione per via orale il farmaco viene assorbito rapidamente dal tratto gastrointestinale. Il picco di concentrazione ematica viene raggiunto tra 20 e 90 minuti dopo l'assunzione. La biodisponibilità è però così bassa (16% circa) che le preparazioni orali sono state abbandonate a favore delle preparazioni iniettabili.
Dopo somministrazione per via endovenosa flumazenil si lega per circa il 50% alle proteine plasmatiche, ed in particolare all'albumina.
Il farmaco viene metabolizzato a livello epatico. I metaboliti sono risultati inattivi sia come agonisti che come antagonisti sul recettore delle benzodiazepine.
Flumazenil viene eliminato pressoché totalmente (nella misura del 99% circa) per via renale.

## Usi clinici
Flumazenil è di beneficio nei soggetti che diventano eccessivamente assopiti dopo assunzione di benzodiazepine assunte sia per procedure diagnostiche che terapeutiche, oppure volontariamente a scopo autolesivo.
Il farmaco è stato utilizzato:
- come antidoto nel trattamento del sovradosaggio accidentale o volontario di benzodiazepine.[6][7]
- in anestesiologia per interrompere l'anestesia generale indotta e mantenuta con benzodiazepine.[8][9]
- per annullare la sedazione da benzodiazepine in soggetti sottoposti a brevi procedure diagnostiche e terapeutiche (ad esempio esami endoscopici).
- in terapia intensiva per annullare gli effetti centrali delle benzodiazepine in tutti i casi di sovradosaggio da farmaco.[10]

Il farmaco si è dimostrato efficace anche nei soggetti in sovradosaggio di farmaci induttori del sonno non derivati dalla benzodiazepine, e particolarmente zopiclone e zolpidem.

## Effetti collaterali ed indesiderati
In taluni pazienti la somministrazione endovenosa della sostanza può determinare la comparsa di nausea e/o vomito.
Raramente l'iniezione troppo rapida del farmaco può comportare la comparsa di stato d'ansia, agitazione, palpitazioni e cardiopalmo, cefalea, pianto incontrollabile, vertigine, fobie.
In soggetti epilettici trattati per lungo tempo con benzodiazepine l'utilizzo di flumazenil può comportare la comparsa di convulsioni.

In soggetti trattati per sovradosaggio da più farmaci, in particolare in caso di overdose da antidepressivi triciclici, l'antagonizzazione dell'attività delle benzodiazepine ottenuta grazie alla infusione di flumazenil può far emergere alcuni effetti avversi, ed in particolare convulsioni ed alterazioni del ritmo cardiaco.

## Controindicazioni
Il farmaco è controindicato nei soggetti con ipersensibilità nota al principio attivo oppure ad uno degli eccipienti.
È inoltre controindicato nei soggetti in terapia con benzodiazepine per il trattamento di una condizione virtualmente fatale per la sopravvivenza del paziente (ad esempio lo stato di male epilettico oppure l'ipertensione endocranica).

## Dosi terapeutiche
Flumazenil può essere utilizzato per via endovenosa da un medico clinico esperto. È possibile diluire il farmaco in soluzione glucosata al 5% oppure in soluzione fisiologica e ricorrere alla sua infusione endovenosa.

In caso di utilizzo in bolo si consiglia di iniziare con una dose di 0,2-0,3 mg somministrati endovena lentamente, nel giro di 15-30 secondi. Qualora entro un minuto il paziente non dia segni di ripresa di coscienza può essere iniettata una seconda dose di 0,1 mg e, se necessario, dosi successive di 0,1 mg ogni minuto fino a raggiungere una dose totale di 2 mg.

In quei soggetti che, dopo un'iniziale ripresa, tornano a presentare sonnolenza e tendenza all'assopimento, è possibile iniettare una fiala da 0,5 mg in perfusione endovenosa della durata di circa un'ora. La velocità della perfusione naturalmente potrà essere aggiustata sulla base della risposta individuale.